# Знак «За отличное вождение боевых машин автобронетанковых войск»
Знак «За отличное вождение боевых машин автобронетанковых войск» — ведомственный нагрудный знак РККА, отмечавший высокие показатели награждённого в обращении с броневым и танковым вооружением и техникой (вождении, обслуживании и тому подобное). 
Знак существовал для награждения в ВС Союза ССР с 1936 по 1941 год. Иногда неверно называется знаком «За отличное вождение танка».

## История

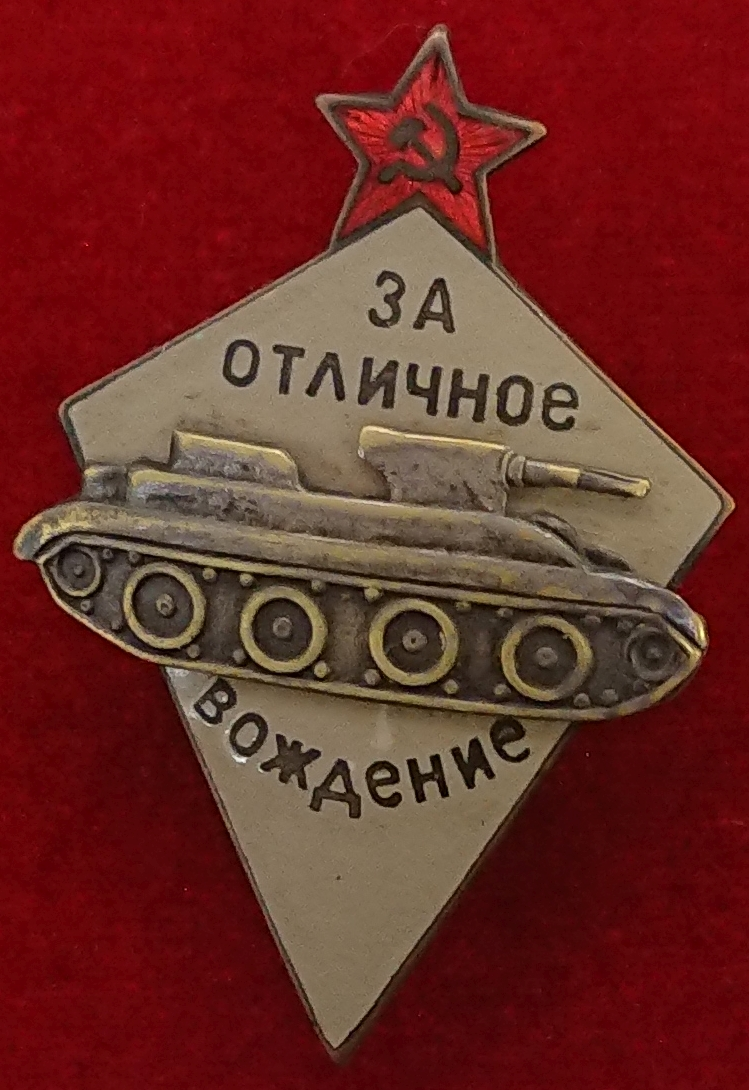
Знак «За отличное вождение боевых машин автобронетанковых войск», 1936

Знак «За отличное вождение боевых машин автобронетанковых войск» был учреждён приказом НКО СССР № 1, от 3 января 1936 года, вместе со знаком «За отличную стрельбу из танкового оружия».
Нагрудным знаком «За отличное вождение боевых машин автобронетанковых войск» награждались лица рядового, командного и начальствующего состава автобронетанковых частей РККА, за отличное выполнение всех подготовительных и зачётных задач основного курса и курса усовершенствования в высшем вождении (курс № 1), а также при отличном знании материальной части и уходе за ней, при абсолютной безаварийности, отсутствии поломок и вынужденных остановок при вождении в течение одного года и более, а также при высоких показателях учебы и дисциплины.
Награждение производилось приказом начальника Автобронетанкового управления (АБТУ) РККА по представлению командира части через начальников автобронетанковых войск округов. Лицам, удостоенным знака «За отличное вождение боевых машин автобронетанковых войск», присваивалось звание «Отличный водитель боевой машины». Важно отметить, что если в дальнейшем по вине награждённого происходили поломки, аварии или несчастные случаи, он лишался права ношения знака.
По приказу НКО № 372 от 18 ноября 1942 г. «Об установлении для водителей танков классов вождения», знак вручался механикам-водителям танков получившим  квалификацию, - " Мастер вождения танков".

## Описание
Знак «За отличное вождение боевых машин автобронетанковых войск» представлял собой выполненный из томпака нагрудный знак формы, близкой к ромбу, со срезом верхней части под углом 38 градусов. В верхней части знака, над срезом, размещалась небольшая звезда, покрытая красной эмалью, с золотыми серпом и молотом. Основное поле знака заливалось эмалью стального цвета. В центральной части знака размещалось накладное схематичное изображение танка БТ и надпись «За отличное вождение», причём слова «За отличное» размещались над изображением танка, а «вождение» — под ним. На реверсе знак имел стандартное винтовое крепление. Общие размеры знака — 45,0×30,4 мм.
Знак носился на левой стороне груди, как в строю, так и вне строя.